# Laurieton
Ne doit pas être confondu avec Lauriston.
Laurieton est une ville dans la région Mid North Coast de la Nouvelle-Galles du Sud, en Australie. Il se situe entre la base de North Brother Mountain et la Rivière Camden Haven. Il est situé à 365 km au nord de Sydney et à 576 km au sud de Brisbane. En 2021, la population de Laurieton était de 2 012 habitants.